# Jiří Jakub Dašický
Jiří Jakub Dašický, či z Dašic (německy Georg Jakob Daschitzky či von Daschitz, latinsky Georgius Jacobus de Daschitz, fl. po roce 1560) byl český grafik a rytec.
V roce 1577 na základě svědectví Petra Codicilla Tulechovského zaznamenal průlet Velké komety nad Prahou. Známá je také jeho rytina "Poprava dvou vrahů na Moravě".